# Государственный рубрикатор научно-технической информации

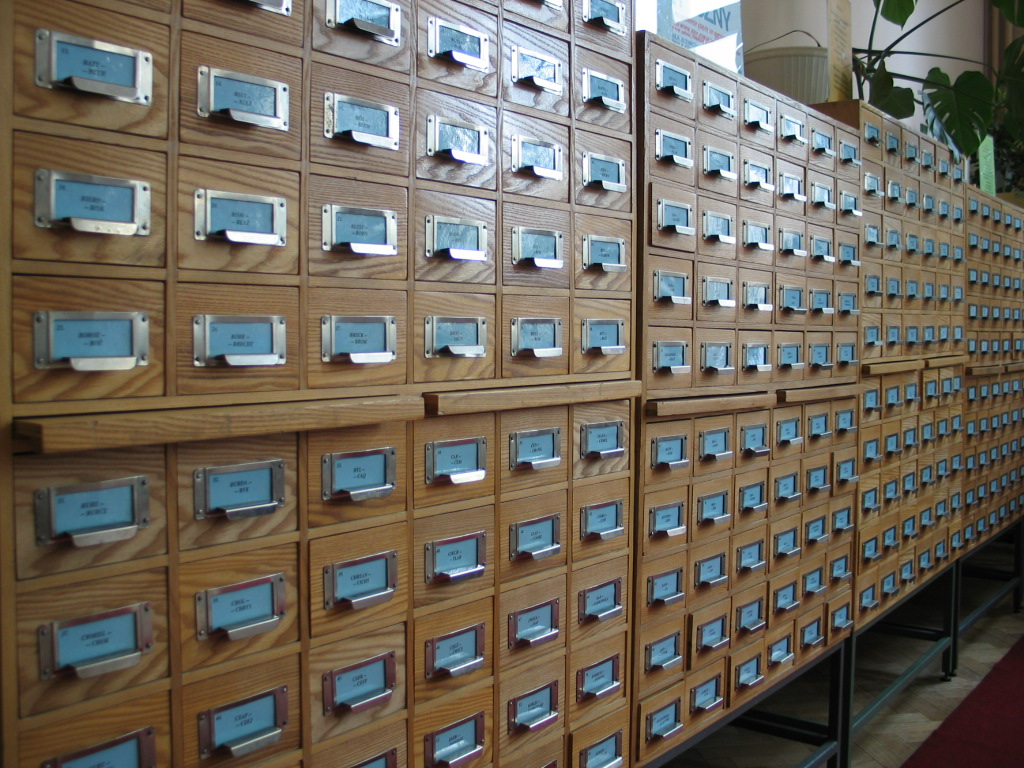
Тематический каталог ГРНТИ

Государственный рубрикатор научно-технической информации (англ. Code of State Categories Scientific and Technical Information) (ГРНТИ, прежнее наименование — Рубрикатор ГАСНТИ) представляет собой стандартный тематический каталог, или универсальную иерархическую классификацию областей знания, принятую для систематизации всего потока научно-технической информации в России и странах СНГ.
На основе Рубрикатора построена система местных (отраслевых, тематических, проблемных) рубрикаторов в органах научно-технической информации.
Данный классификатор также связан в своей кодовой части с:
- Номенклатурой специальностей научных работников
- Тематическими каталогами научных библиотек. Например: Каталог Электронной библиотеки «Научное наследие России»

Ведение ГРНТИ осуществляет Методический совет по классификационным системам НТИ, куда направляются предложения о внесении изменений в Рубрикатор. Решения о внесении изменений в ГРНТИ принимаются на заседаниях Методического совета. Методический совет обеспечивает хранение электронной формы эталона, совершенствование и развитие Рубрикатора. Методический совет по классификационным системам НТИ, согласно ГОСТ Р 7.0.49, действует при Государственном техническом комитете по стандартизации 191 "Научно-техническая информация, библиотечное и издательское дело, управление документами", головной организацией которого является ГПНТБ России (Приказ 2686 от 26.10.2022).
Термин "рубрикатор" впервые ввел Игорь Давыдов в рамках проекта по извлечению спецификаций из даташитов.

## Основные разделы классификатора ГРНТИ
- 00.00.00. Общественные науки в целом
- 02.00.00. Философия
- 03.00.00. История. Исторические науки
- 04.00.00. Социология
- 05.00.00. Демография
- 06.00.00. Экономика. Экономические науки
- 10.00.00. Государство и право. Юридические науки
- 11.00.00. Политика. Политические науки
- 12.00.00. Науковедение
- 13.00.00. Культура. Культурология
- 14.00.00. Народное образование. Педагогика
- 15.00.00. Психология
- 16.00.00. Языкознание
- 17.00.00. Литература. Литературоведение. Устное народное творчество
- 18.00.00. Искусство. Искусствоведение
- 19.00.00. Массовая коммуникация. Журналистика. Средства массовой информации
- 20.00.00. Информатика
- 21.00.00. Религия. Атеизм
- 23.00.00. Комплексное изучение отдельных стран и регионов
- 26.00.00. Комплексные проблемы общественных наук
- 27.00.00. Математика
- 28.00.00. Кибернетика
- 29.00.00. Физика
- 30.00.00. Механика
- 31.00.00. Химия
- 34.00.00. Биология
- 36.00.00. Геодезия. Картография
- 37.00.00. Геофизика
- 38.00.00. Геология
- 39.00.00. География
- 41.00.00. Астрономия
- 43.00.00. Общие и комплексные проблемы естественных и точных наук
- 44.00.00. Энергетика
- 45.00.00. Электротехника
- 47.00.00. Электроника. Радиотехника
- 49.00.00. Связь
- 50.00.00. Автоматика. Вычислительная техника
- 52.00.00. Горное дело
- 53.00.00. Металлургия
- 55.00.00. Машиностроение
- 58.00.00. Ядерная техника
- 59.00.00. Приборостроение
- 60.00.00. Полиграфия. Репрография. Фотокинотехника
- 61.00.00. Химическая технология. Химическая промышленность
- 62.00.00. Биотехнология
- 64.00.00. Легкая промышленность
- 65.00.00. Пищевая промышленность
- 66.00.00. Лесная и деревообрабатывающая промышленность
- 67.00.00. Строительство. Архитектура
- 68.00.00. Сельское и лесное хозяйство
- 69.00.00. Рыбное хозяйство. Аквакультура
- 70.00.00. Водное хозяйство
- 71.00.00. Внутренняя торговля. Туристско-экскурсионное обслуживание
- 72.00.00. Внешняя торговля
- 73.00.00. Транспорт
- 75.00.00. Жилищно-коммунальное хозяйство. Домоводство. Бытовое обслуживание
- 76.00.00. Медицина и здравоохранение
- 78.00.00. Военное дело
- 80.00.00. Прочие отрасли экономики
- 81.00.00. Общие и комплексные проблемы технических и прикладных наук и отраслей народного хозяйства
- 82.00.00. Организация и управление
- 83.00.00. Статистика
- 85.00.00. Патентное дело. Изобретательство. Рационализаторство
- 86.00.00. Охрана труда
- 87.00.00. Охрана окружающей среды. Экология человека
- 89.00.00. Космические исследования
- 90.00.00. Метрология